# Thyridanthrax griseolus
Thyridanthrax griseolus är en tvåvingeart som först beskrevs av Johann Christoph Friedrich Klug 1832.  Thyridanthrax griseolus ingår i släktet Thyridanthrax och familjen svävflugor. Inga underarter finns listade i Catalogue of Life.